# RK Pelister Bitola
Az RK Pelister egy bitolai székhelyű macedón kézilabdacsapat (macedón elnevezése: Ракометниот клуб Пелистер Битола). Az 1990-es évek legsikeresebb macedón kézilabda-egylete volt, amely ötször nyerte meg a délszláv állam bajnokságát akkoriban, s ennek köszönhetően jogot szerzett a nemzetközi kupa-sorozatokban való indulásra. A gárda ötször szerepelt eddig a Bajnokok ligájában, négyszer a KEK-ben, valamint 3-3 alkalommal az EHF- és Challenge-kupában. A Pelister a mai napig az egyetlen macedón csapat, amely eljutott valamely európai kupasorozat fináléjába. Ez utóbbi sikerre a 2001-2002-es idényben került sor, amikor is a klub a Challenge-kupa döntőjében alulmaradt a dán Skjern együttesével szemben.
A Pelister volt az első kézilabda-csapat, amit Macedóniában alapítottak (Macedón tagköztársaság, akkoriban Jugoszlávia része e terület) 1946-ban, Pelagonija néven.
Az 1983-1984-es évadtól kezdődően a csapat a jugoszláv kézilabda-bajnokság 1. osztályának rendszeres résztvevője. Akkoriban terjedt el az a híres mondás, hogy „Aki nem játszott Bitolában, az nem is tudja, milyen az igazi szurkolás”, amit Vlado Šola és Zlatan Saračević is csak megerősíteni tudtak. Az 1987-1988-as idényben az akkoriban még jugoszláv csapat az EHF-kupa negyeddöntőjéig jutott, ahol az NDK-beli ASK Vorwärts búcsúztatta az alakulatot. Ez utóbbi összecsapásokon a Bitolában megrendezett első mérkőzésen 6 gólos előnyt szereztek a macedón tagköztársaságiak, míg a berlini visszavágón 7 gólos kelet-német siker született. Összesítésben, 1 góllal bizonyult jobbnak a Vorwärts, s jutott tovább.
Amikor Jugoszlávia széthullása után, 1993-ban létrehozták a macedón kézilabda bajnokság 1. osztályát, a klub lett az ország egyik legsikeresebb kézilabda-alakulata. A XX. század utolsó évtizedében e gárda gyűjtötte be a legtöbb megnyerhető trófeát. Az 1999-es Egyiptomban megrendezett kézilabda világbajnokságon 7 játékos képviselte ezen együttest a macedón válogatottban. 
2005-ben a Pelister hosszabb szünet után újból megnyerte a macedón bajnokságot valamint a kupát, s a begyűjtött 6 bajnoki címmel akkoriban a legeredményesebb macedón bajnokcsapatnak számított. Ezt követően gazdasági nehézségek sújtották a csapatot, ami miatt már nem tudott annyira sikeresen szerepelni a gárda az elkövetkezendő években.

## A klub eddigi eredményei
- Macedón bajnok: 13-szoros győztes:1966,1968,1969,1970,1971,1979,1981, 1992-1993; 1993-1994; 1995-1996; 1997-1998; 1999-2000; 2004-2005
- Macedón kupa: 5-szörös győztes: 1993-1994; 1995-1996; 1997-1998; 1998-1999; 2004-2005
- Doboji nemzetközi kézilabda-torna: 2-szeres győztes: 1995-1996; 1996-1997[2]

## A Pelister stadionja
A csapat a Mladost nevezetű csarnokban rendezi a mérkőzéseit. Itt vívja az alakulat mind a hazai, mind pedig a nemzetközi összecsapásait. 3500 fő befogadására alkalmas ezen épület, habár egy a német Lemgo elleni olyan meccsről is tudunk, amikor 6000 szurkoló gyűlt össze benne.

## A csapat vezetőedzői
| Időszak                       | Név                |
| ----------------------------- | ------------------ |
| 2009. szeptember-2010. június | Stevče Stefanovski |
| 2010. július-2011. június     | Zvonko Šundovski   |
| 2011. június-                 | Ratko Ðurković     |